# Blaesoxipha santafe
Blaesoxipha santafe är en tvåvingeart som beskrevs av Thomas Pape 1994. Blaesoxipha santafe ingår i släktet Blaesoxipha och familjen köttflugor.
Artens utbredningsområde är New Mexico. Inga underarter finns listade i Catalogue of Life.